# Судол (Любуське воєводство)
Судол (пол. Sudoł) — село в Польщі, у гміні Червенськ Зеленогурського повіту Любуського воєводства.
Населення — 150 осіб (2011).
У 1975-1998 роках село належало до Зеленогурського воєводства.

## Демографія
Демографічна структура станом на 31 березня 2011 року:
|          | Загалом | Допрацездатний вік | Працездатний вік | Постпрацездатний вік |
| -------- | ------- | ------------------ | ---------------- | -------------------- |
| Чоловіки | 73      | 23                 | 44               | 6                    |
| Жінки    | 77      | 14                 | 50               | 13                   |
| Разом    | 150     | 37                 | 94               | 19                   |